# NGC 3716
NGC 3716 је лентикуларна галаксија у сазвежђу Лав која се налази на NGC листи објеката дубоког неба.
Деклинација објекта је + 3° 29' 17" а ректасцензија 11h 31m 41,2s. Привидна величина (магнитуда) објекта NGC 3716 износи 13,5 а фотографска магнитуда 14,5. NGC 3716 је још познат и под ознакама UGC 6513, MCG 1-30-1, CGCG 40-1, KARA 483, PGC 35545.